# Galium argense
Galium argense  là một loài thực vật có hoa trong họ Thiến thảo. Loài này được Dempster & Ehrend. mô tả khoa học đầu tiên năm 1965.